# Quanta Cura (Pius IX.)
I Encyklikaen Quanta Cura fra 1864 fordømmer pave Pius 9. Religionsfriheden og adskillelsen af kirke og stat. Dermed gik han officielt imod udviklingen i retning af sekulariserede stater i Europa. I et tillæg til skrivelsen, som blev kendt under navnet Syllabus errorum, bliver bl.a. tanken om ytringsfrihed, religionsfriheden, protestantismen og adskillelsen af kirke og skab udtrykkelig betegnet som fejltagelser. Som sidste punkt i den liste på 80 punkter, bliver den ide forkastet, at den pavelige lære på grund af nye erkendelser må revideres. 
Den katolske kirkes krav om at være sidste instans i åndelige spørgsmål, som denne encyklika formulerer, blev nogle få år senere i logisk konsekvens fulgt op med dogmet om pavens ufejlbarlighed. Ved at afvise grundlæggende liberale værdiger har encyklikaen bidraget til at demokratiske styreformer i lang tid blev anset for ukristelige. Ligeledes blev forholdet til de protestantiske kirker alvorligt skadet. 

## Eksterne kilder
- Teksten til encyklikaen fra 1864 (tysk)